# Helsingforsregionens miljötjänster
Helsingforsregionens miljötjänster, förkortat HRM (finska Helsingin seudun ympäristöpalvelut, förkortat HSY) är en samkommun som omfattar Helsingfors, Esbo, Vanda och Grankulla. Samkommunen bildades 2010 och övertog då SAD:s avfallshantering och region- och miljöinformation, samt de kommunala vattenverken i regionen.

## Avfallshanteringen
Inom HRM-området bor det en miljon invånare och det finns 50 000 företag som tillsammans producerar över en miljon ton avfall varje år. Ungefär hälften av denna mängd avfall hamnar på Kärringmossens avfallsbehandlingscentral i västra Esbo. Av allt avfall återanvänds cirka 55 procent. Avfallsbehandlingscentralen är den enda soptipp som är i bruk i huvudstadsregionen och är Nordens största. 
Avfallshanteringen i bostadshus och offentliga byggnader ligger på HRM:s ansvar, medan företag kan sköta om sitt avfall själva. Förutom avfallslagen måste man följa HRM:s avfallsdirektiv. Till HRM:s ansvar hör blandavfall, bioavfall, glasavfall och problemavfall. Däremot hör insamlingen av papper, kartong, metall och elektronik inte till HRM, eftersom de ligger under producenternas ansvar.
HRM har inga egna sophämtningsbilar utan konkurrensutsätter servicen. Det finns flera Sortti-stationer dit privatpersoner kan föra små lass avfall av varierande innehåll. Utöver det finns det insamlingsbilar som plockar upp elektronikskrot två gånger per år. Producentorganisationerna har ordnat med insamling av papper, papp och metall.

## Vattenförsörjningen
HRM sköter vattenförsörjningen och avlopsshanteringen i medlemskommunerna. Helsingforsregionens dricksvatten kommer via Päijännetunneln.

## Region- och miljöinformation
Region- och miljöinformationen producerar, samlar och förädlar information som används av regionens beslutsfattare och invånare, bland annat framtidsscenarier och utvecklingsplaner.